# Kızılkaya, Tokat
Kızılkaya là một xã thuộc thành phố Tokat, tỉnh Tokat, Thổ Nhĩ Kỳ. Dân số thời điểm năm 2011 là 24 người.